# Автошлях E264
Автошлях E264 — автомобільний європейський автомобільний маршрут категорії Б, що проходить по території Естонії та Латвії, з'єднує міста Йихві й Інкулканс.

## Маршрут
Весь шлях проходить через такі міста:
- :
  - E20, Йихві
  - E263, Тарту
- :
  - E77, Інкулканс